# Tom Molineaux
Tom Molineaux (Virginia, 23 marzo 1784 – Dublino, 4 agosto 1818) è stato un pugile statunitense, primo campione documentato per il titolo statunitense di pugilato dal 24 luglio 1810 al 4 agosto 1818, campione d'Inghilterra di pugilato nel 1810.
Inserito nella International Boxing Hall of Fame nel 1997.
Tom Molineaux nacque come schiavo, cominciò a combattere contro gli altri schiavi di colore mentre i padroni scommettevano sull'esito degli incontri. Le numerose vittorie e gli ingenti premi in denaro gli consentirono di guadagnare la libertà ed una discreta notorietà. Il padre divenne il suo manager e allenatore, assieme decisero di partire per l'Inghilterra dove il pugilato di professione era già praticato da quasi cento anni. Non era il solo pugile statunitense a lasciare il proprio paese per cercare fortuna e vittorie in Gran Bretagna.
Il 24 luglio 1810 si svolse, in una località non conosciuta dell'Inghilterra, il primo incontro documentato per il titolo statunitense di pugilato. Le regole erano quelle del London Prize Ring Rules e naturalmente si combatteva a pugni nudi. Per il titolo si sfidarono Tom Molineaux e Jack Burrows, vinse Molineaux dopo 65 minuti di combattimento.
Il 21 agosto 1810 sconfisse il pugile inglese Tom Blake in otto round.
Il 18 dicembre 1810, in una giornata freddissima, sfidò il campione d'Inghilterra in carica Tom Cribb. Molineaux mise in seria difficoltà il campione nei primi round; a causa di una sua mossa molto discutibile il pubblico invase il ring e si accanì contro il pugile statunitense. Molineaux si ruppe un dito durante la turbativa e non riuscì a riprendere in mano le sorti del match. Si ritirò dolorante ed infreddolito al 39º round. Cribb mantenne il titolo statunitense. Molineaux fu acclamato campione del titolo dopo che Cribb annunciò il suo ritiro. Il titolo inglese equivaleva al titolo mondiale, non era ad esclusiva partecipazione di pugili inglesi.
I due si incontrarono nuovamente il 28 settembre 1812 a Thistleton Gap di fronte a 15 000 persone. Molineaux si trovò subito in difficoltà e cadde definitivamente al tappeto all'undicesimo round. Gli incontri con Cribb resero Molineaux celebre in Gran Bretagna.
In seguito disputò i seguenti incontri per il titolo statunitense:
- Il 23 aprile 1813 vinse contro Jack Cater al 25º round.
- Il 27 maggio 1814 sconfisse William Fuller all'11º round.
- Il 31 maggio 1814, di nuovo contro Fuller, vinse per scorrettezze da parte di Fuller stesso.

Nel 1815 fu rinchiuso in carcere per non aver pagato i debiti. Uscito di galera divenne sempre più dipendente dall'alcol, morì senza un soldo a Dublino il 4 agosto 1818.